# Miklós József Esterházy

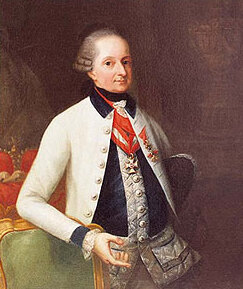
Książę Nikolaus I Joseph Esterházy

Książę Miklós József I (Mikołaj Józef) Esterházy von Galántha, (ur. 18 grudnia 1714 w Wiedniu, zm. 28 września 1790 tamże) – węgierski arystokrata i mecenas sztuki, austriacki marszałek polny, głowa rodu Esterházych w latach 1762–1790.

## Życiorys
Jego ojcem był Joseph Esterházy (József Simon Antal) (1688–1721), a starszym bratem Paul II Anton Esterházy (Pál Antal) (1711–1762). Tytuł książęcy odziedziczył po tym drugim w 1762 roku. Jego krewnym był Miklós Esterházy de Galántha, dyplomata austriacki.
W dzieciństwie uczyli go jezuici. 4 marca 1737 roku poślubił Marie Elisabeth, córkę hrabiego Rzeszy Ferdinanda von Weissenwolfa.
Walczył jako pułkownik austriacki w wojnie siedmioletniej (1756–1763). Wyróżnił się podczas bitwy pod Kolinem w 1757 roku. 16 kwietnia 1770 został mianowany na stopień marszałka polnego.
Słynny kompozytor Joseph Haydn – jeden z trójki klasyków wiedeńskich (obok Mozarta i Beethovena) pracował na dworze Esterházych przez blisko 30 lat; od 1761 roku aż do śmierci księcia. Haydn został zatrudniony jeszcze przez księcia Paula Antona, jako wicekapelmistrz, a Nikolaus „odziedziczył” go po bracie, podobnie jak tytuł. Po 1766 roku Haydn został jedynym kapelmistrzem, wtedy zmarł bowiem „główny” kapelmistrz Gregor Joseph Werner (1693–1766).
Mieszkał w zamku rodowym w Kismarton (obecnie Eisenstadt). W roku 1766 Nikolaus rozpoczął pracę nad własną siedzibą – pałacem Esterháza (obecnie Fertőd na Węgrzech).
Po wycofaniu się konfederatów barskich, przez Barwinek przekroczył granicę Polski 14 maja 1772 razem z oddziałami gen. Hadika dokonujące rozbioru Polski w imieniu Cesarstwa Austrii, zajął ziemie od Lanckorony, po Stryj i Lwów.